# 斷紋稀棘䲁
縱帶稀棘䲁（學名：Meiacanthus abruptus），為輻鰭魚綱鳚形目䲁科稀棘䲁屬的一種，被IUCN列為易危保育類動物，分布於西太平洋印尼科摩多島海域，深度1至5公尺，本魚體延長，稍側扁，頭頂無冠膜，無鬚，下頜兩側有犬齒有毒腺，中外側有一條黑色條紋，條紋末端在尾鰭基部呈鈍圓形，背鰭遠端蒼白，近端有一條寬的黑色條紋，深色中橫條紋上方和下方有白色或黃色條紋，腹部和側腹呈淡黃色至鮮黃色，體長可達3.7公分，棲息在沿海岩石及紅樹林，雌魚產附著性卵，雄魚有護卵行為，生活習性不明。